# Cashapampa (distrito)
Cashapampa é um dos dez distrito da província de Sihuas, situada na região de Ancash.

## Transporte
O distrito de Cashapampa é servido pela seguinte rodovia:
- PE-14C, que liga a cidade ao distrito de Huari
- PE-12A, que liga a cidade de La Pampa ao distrito de Uchiza (Região de San Martín)[2][3][4]